# Fysikalisk konstant
I vetenskap är en fysikalisk konstant ett oföränderligt numeriskt tal i sådana matematiska samband som uttrycker fysiska realiteter.
Det finns många sådana konstanter. Några av de mest kända är Plancks konstant, gravitationskonstanten och Avogadros konstant (mer känd som Avogadros tal). Konstanter kan ha många skepnader; vissa, som plancklängden representerar en fundamental fysikalisk längd, andra som ljusets hastighet betyder hastighetsgränsen i universum, vidare andra är dimensionslösa kvantiteter som finstrukturkonstanten som förkroppsligar samspelet mellan elektroner och fotoner.

## Lista över fysikaliska konstanter
| Kvantitet                                                       | Symbol                                                      | Värde                                                      | Källor |
| --------------------------------------------------------------- | ----------------------------------------------------------- | ---------------------------------------------------------- | ------ |
| Ljusets hastighet i vakuum                                      | {\displaystyle c\,}                                         | 299 792 458 m·s−1 (definierad)                             | [ 1 ]  |
| Magnetiska konstanten (permeabiliteten för fria rymden)         | {\displaystyle \mu _{0}\,}                                  | 4π · 10−7 N·A−2 (definierad) ≈ 12,566 370 614 · 10−7 N·A−2 | [ 1 ]  |
| Elektriska konstanten (permittiviteten för tomrum)              | {\displaystyle \varepsilon _{0}={\frac {1}{\mu _{0}c^{2}}}} | 8,854 187 817... · 10−12 F·m−1                             | [ 1 ]  |
| Karakteristiska impedansen för fria rymden                      | {\displaystyle Z_{0}=\mu _{0}c\,}                           | 376,730 313 46... Ω (definierad)                           | [ 1 ]  |
| Gravitationskonstanten                                          | {\displaystyle G\,}                                         | 6,674 30(15) · 10−11 m3·kg−1·s−2                           | [ 2 ]  |
| Plancks konstant                                                | {\displaystyle h\,}                                         | 6,626 070 15 · 10−34 J·s (definierad)                      | [ 1 ]  |
| Diracs konstant                                                 | {\displaystyle \hbar ={\frac {h}{2\pi }}}                   | 1,054 571 818 ... · 10−34 J·s (definierad)                 | [ 1 ]  |
| Planckmassa                                                     | {\displaystyle m_{p}={\frac {\hbar c}{\sqrt {G}}}}          | 2,1767(16) · 10−8 kg                                       | [ 1 ]  |
| Plancklängd                                                     | {\displaystyle l_{p}={\sqrt {\frac {\hbar G}{c^{3}}}}}      | 1,6160(12) · 10−35 m                                       | [ 1 ]  |
| Plancktid                                                       | {\displaystyle t_{p}={\sqrt {\frac {\hbar G}{c^{5}}}}}      | 5,3906(40) · 10−44 s                                       | [ 1 ]  |
| Elementarladdning                                               | {\displaystyle e\,}                                         | 1,602 176 634 · 10−19 C (definierad)                       | [ 1 ]  |
| Elektronens vilomassa                                           | {\displaystyle m_{e}\,}                                     | 9,109 381 88(72) · 10−31 kg                                | [ 1 ]  |
| Protonens vilomassa                                             | {\displaystyle m_{p}}                                       | 1,672 621 58(13) · 10−27 kg                                | [ 1 ]  |
| Neutronens vilomassa                                            | {\displaystyle m_{n}\,}                                     | 1,674 927 16(13) · 10−27 kg                                | [ 1 ]  |
| Atomär masskonstant                                             | {\displaystyle m_{u}=1\,} u                                 | 1,660 538 73(13) · 10−27 kg                                | [ 1 ]  |
| Avogadros tal                                                   | {\displaystyle L,\ N_{A}}                                   | 6,022 140 76 · 1023 mol−1 (definierad)                     | [ 1 ]  |
| Boltzmanns konstant                                             | {\displaystyle k_{B},\ k}                                   | 1,380 649 · 10−23 J·K−1 (definierad)                       | [ 1 ]  |
| Faradays konstant                                               | {\displaystyle F=N_{A}\cdot e\,}                            | 9,648 534 15(39) · 104 C·mol−1                             | [ 1 ]  |
| Allmänna gaskonstanten                                          | {\displaystyle R=N_{A}\cdot k_{B}\,}                        | 8,314 472(15) J·K−1·mol−1                                  | [ 1 ]  |
| Finstrukturkonstanten                                           | {\displaystyle \alpha ={\frac {\mu _{0}e^{2}c}{2h}}}        | 7,297 352 533(27) · 10−3                                   | [ 1 ]  |
| Finstrukturkonstanten                                           | {\displaystyle \alpha ^{-1}\,}                              | 137,035 999 76(50)                                         | [ 1 ]  |
| Bohrradie                                                       | {\displaystyle a_{0}\,}                                     | 5,291 772 083(19) · 10−11 m                                | [ 1 ]  |
| Hartree-energi                                                  | {\displaystyle E_{h}\,}                                     | 4,359 743 81(34) · 10−18 J                                 | [ 1 ]  |
| Rydbergs konstant                                               | {\displaystyle R_{\infty }\,}                               | 1,097 373 156 8527(73) · 107 m−1                           | [ 1 ]  |
| Bohrmagnetonen                                                  | {\displaystyle \mu _{B}\,}                                  | 9,274 008 99(37) · 10−24 J·T−1                             | [ 1 ]  |
| Elektronmagnetiskt moment                                       | {\displaystyle \mu _{e}\,}                                  | -9,284 763 62(37) · 10−24 J·T−1                            | [ 1 ]  |
| Alfred Landés g-faktor för fri elektron                         | {\displaystyle g_{e}\,}                                     | 2,002 319 304 386(20)                                      |        |
| Nukleär magneton                                                | {\displaystyle \mu _{N}\,}                                  | 5,050 786 6(17) · 10−27 J·T−1                              |        |
| Protonmagnetiskt moment                                         | {\displaystyle \mu _{p}\,}                                  | 1,410 607 61(47) · 10−26 J·T−1                             |        |
| Protonmagnetogyrisk proportion                                  | {\displaystyle \gamma _{p}\,}                               | 2,675 221 28(81) · 108 s−1·T−1                             |        |
| Magnetiskt moment för protoner i H2O, {\displaystyle \mu '_{p}} | {\displaystyle {\frac {\mu '_{p}}{\mu _{B}}}}               | 1,520 993 129(17) · 10−3                                   |        |
| Protonens resonansfrekvens per fält i H2O                       | {\displaystyle {\frac {\gamma '_{p}}{2\pi }}}               | 42,577 4821 (11) MHz·T−1                                   |        |
| Stefan–Boltzmanns konstant                                      | {\displaystyle \sigma \,}                                   | 5,670 400(40) · 10−8 W·m−2·K−4                             | [ 1 ]  |
| Första strålningskonstanten                                     | {\displaystyle c_{1}\ =2\pi hc^{2}}                         | 3,741 771 18(19) · 10−16 W·m²                              | [ 1 ]  |
| Andra strålningskonstanten                                      | {\displaystyle c_{2}\ ={\frac {hc}{k}}}                     | 1,438 7752 (25) · 10−2 m·K                                 | [ 1 ]  |